# Dragan Jelič
Dragan Jelič (ur. 27 lutego 1986 w Mariborze) – słoweński piłkarz, napastnik.

## Kariera klubowa
Dragan Jelič jest wychowankiem NK Maribor, w którym, w pierwszej drużynie, zadebiutował w 2003 roku i był jego zawodnikiem do 2006 roku. W sezonie 2006/2007 był zawodnikiem Çaykuru Rizespor; powrócił do swojej poprzedniej drużyny, z którą w sezonach 2008/2009, 2010/2011 i 2011/2012 zdobywał tytuły Mistrza Słowenii, a w sezonach 2009/2010 i 2011/2012 wygrywał rozgrywki o Puchar Słowenii. Na krótkie okresy – w 2010 i 2011 roku – był wypożyczany z Mariboru odpowiednio do drużyn Krylja Sowietow Samara i Willem II Tilburg. Ze swoim pierwszym klubem definitywnie rozstał się w 2012 roku. Następnie był zawodnikiem ND Mura 05, z którego przeniósł się do austriackiego Kapfenberger SV, w którym spędził cały sezon 2013/2014, początkowo występując w drużynie rezerw. Kolejnymi klubami Słoweńca były Radnički Niš i Rudar Velenje. Od 28 sierpnia 2015 był zawodnikiem polskiej drużyny Chojniczanka Chojnice. W styczniu 2016 trafił do austriackiego czwartoligowca ASK Voitsberg.

## Kariera reprezentacyjna
Jelič ma na swoim koncie występy w reprezentacjach młodzieżowych swojego kraju. W 2002 roku zadebiutował w kadrze do lat siedemnastu, a później jeszcze grał w reprezentacjach do lat dziewiętnastu i dwudziestu jeden.